# Manfred Bukofzer
Manfred Fritz Bukofzer (* 27. März 1910 in Oldenburg; † 7. Dezember 1955 in Berkeley, Kalifornien, USA) war ein deutsch-amerikanischer Musikwissenschaftler und Humanist. 

## Leben und Werk
Er studierte an der Universität Heidelberg und am Stern’schen Konservatorium in Berlin. 1933 floh er aus Deutschland nach Basel, wo er seinen Doktorgrad erhielt. 1939 ging Bukofzer in die USA, wo er sich niederließ und später die US-amerikanische Staatsbürgerschaft erhielt. Er lehrte an der University of California in Berkeley von 1941 bis zu seinem frühzeitigen Tod.
Bukofzer wurde als Historiker der Alten Musik bekannt, insbesondere der Epoche des Barocks. Sein Buch Music in the Baroque Era ist immer noch eines der Standard-Referenzbücher zu dieser Thematik, obwohl ihm einige moderne Historiker unterstellen, dass es aus einer 'deutschen' Sichtweise geschrieben sei, da er zum Beispiel die Bedeutung der italienischen Oper während der Entwicklung des Musikstils des 17. Jahrhunderts nicht ausreichend berücksichtigt habe.
Über die Musik des Barocks hinaus war Bukofzer ein Spezialist für englische Musik und für Musiktheorie des 14. Jahrhunderts bis zum 16. Jahrhundert. Seine weiteren wissenschaftlichen Interessen galten dem Jazz und der ethnischen Musik.

## Publikationen
- Geschichte des englischen Diskants und des Fauxbourdons nach den theoretischen Quellen, Sammlung musikwissenschaftlicher Abhandlungen Band 21, Strasbourg: Heitz 1936
- Music in the Baroque Era. From Monteverdi to Bach. W. W. Norton & Co., New York 1947, ISBN 0-393-09745-5
- Studies in Medieval and Renaissance Music, London: Dent [1951]
- The Place of Musicology in American Institutions of Higher Learning, New York: The Liberal Arts Press Inc. 1957